# Nancy Paulsen
Nancy Viviana Paulsen Carrasco (5 de octubre de 1961) es una actriz y psicóloga chilena.

## Trayectoria
Conocida por sus actuaciones en telenovelas de Televisión Nacional de Chile entre 1986 y 1993.
En 1989, Nancy efectúa un gran paso en su incipiente carrera cuando se le ofrece el rol protagónico de la teleserie de época A la Sombra del Ángel, ambientada en los años 40. Esta sería la única vez que la actriz protagoniza una telenovela, en donde interpretó a la romántica y sufrida Isabel Torreblanca -uno de sus personajes más recordados- que lucha durante 4 décadas por su amor hacia Humberto Valle (Remigio Remedy). Paulsen personificaría también a la nieta de su propio personaje, Claudia Rossen, cuando la historia es situada en los años 80.
Se retiró de la actuación a mediados de los años 1990 para estudiar Psicología, profesión que ejerce hasta la actualidad. Contrajo matrimonio con el empresario de producción audiovisual Pablo Ávila. 
Ejerce la profesión de psicóloga especializada en el área infantojuvenil. Colabora con el Grupo de Desarrollo C.G. Jung Chile, del cual es miembro. 
En 2018 realizó una asesoría psicológica a los actores de Pacto de sangre en el proceso constructivo de sus personajes.

## Televisión
| Año  | Telenovelas            | Rol                                 | Canal |
| ---- | ---------------------- | ----------------------------------- | ----- |
| 1986 | La Villa               | Patricia Acuña                      | TVN   |
| 1987 | Mi nombre es Lara      | Elsa                                | TVN   |
| 1988 | Bellas y Audaces       | Patricia Rosselot                   | TVN   |
| 1988 | Las dos caras del amor | Chinche                             | TVN   |
| 1989 | A la sombra del Ángel  | Isabel Torreblanca / Claudia Rossen | TVN   |
| 1990 | El Milagro de vivir    | Marisol Ríos                        | TVN   |
| 1991 | Volver a empezar       | Bárbara Ojeda                       | TVN   |
| 1993 | Ámame                  | Solange Laval                       | TVN   |